# إرنست تسينر
إرنست زينر (بالألمانية: Ernst Zinner)‏ هو عالم فلك ألماني، ولد في 2 فبراير 1886 في زووتوريا ‏ في بولندا، وتوفي في 30 أغسطس 1970 في بلانغ في ألمانيا.